# Acarofobia

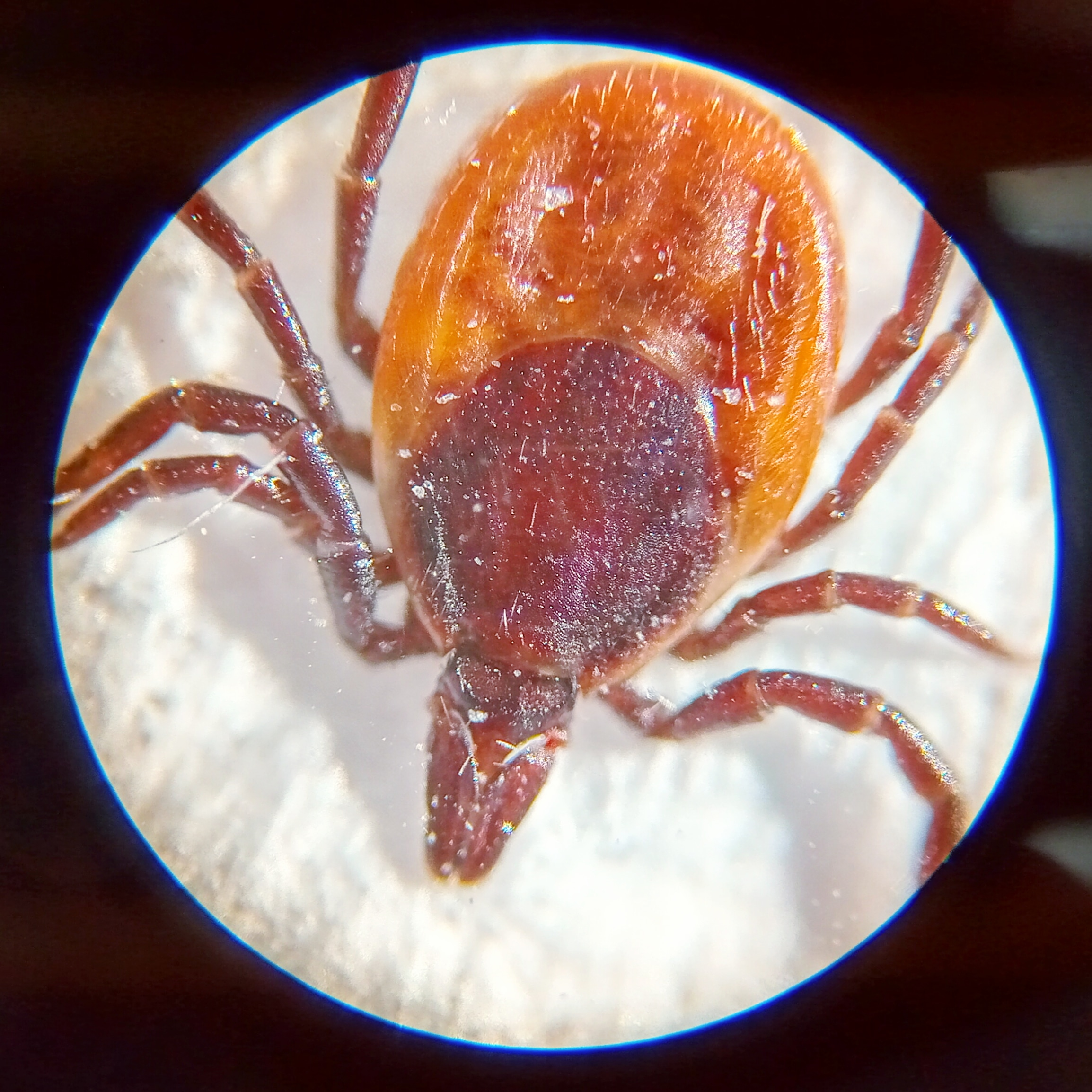
Acaro, um dos insetos causadores desta fobia

A acarofobia é o medo compulsivo e irracional de animais microscópicos em contato com a pele, não confundir com Microbiofobia (medo de micróbios) ou Entomofobia (medo de insetos), quem possui este tipo de fobia tem um medo irracional principalmente de animais microscópicos que possam causar alguma ferida como ácaros e/ou sarna.
Este medo também é conhecido pelo medo compulsivo de que existam ovos de vermes em sua pele e que eles eclodam causando uma infecção.
Portadores desta fobia tem o costume de lavar as mãos e tomar banho de maneira compulsiva, e também tem costumes de limpezas rigorosos que podem causar problemas com a vida cotidiana, como insônia pelo medo de estar em contato com estes animais em sua cama.
O tratamento para esta fobia é feito com um psicoterapeuta e em casos mais graves com auxilio de psiquiatras e remédios ansiolíticos para controle da ansiedade compulsiva.